# Tancred af Hauteville
Tancred af Hauteville (980-1041) var en normannisk ridder, som man ikke har ret mange historiske vidnesbyrd om. Hans historiske betydning skyldes udelukkende de bedrifter, der blev udført af hans sønner og deres efterkommere. Han var adelsmand, men placeret langt nede i det adelige hierarki, og boede nær Coutances på Cotentin-halvøen i det nuværende Frankrig. Man ved om ham, at hans bedstefar var kommet fra Skandinavien til Normandiet på samme tid som Rollo. Det vides ikke med sikkerhed, hvilken af de tre landsbyer ved navn Hauteville, han styrede, men Hauteville-la-Guichard er den oftest nævnte. Der dukker senere en del fortællinger op om ham, men ingen af dem kan bekræftes på basis af samtidige kilder.

## Tancreds efterkommere
Han fik i alt 12 sønner med sine to hustruer. (Begge hustruer hævdes at være døtre af hertug Richard 1. af Normandiet, men ingen primære kilder kan bekræfte denne påstand). Desuden blev han far til adskillige døtre, og næsten alle børnene forlod Normandiet og tog til Syditalien, hvor slægten blev kendt og agtet. Brown skriver, at det må have været en stor opgave for Tancred, der ikke var nogen rig mand, at sørge for udrustning og optræning, så hans sønner kunne blive riddere. En af metoderne var at få placeret sønnerne i tjeneste hos lidt rigere adelsmænd, der havde brug for arbejdskraft.
Med sin første hustru Muriella fik han fem sønner:
- Serlo (blev i Normandiet)
- Beatrix (d. 1101), først gift med Armand de Mortain, dernæst med Roger
- Godfred, ridder af Hauteville, greve af Loritello (d. 1063)
- Vilhelm Jernarm, greve af Apulien (d. 1046)
- Drogo, greve af Apulien (d. 1051)
- Humfred, greve af Apulien (d. 1057)

Ifølge Amatus af Montecassino, der var den italienske kronikør, der beskrev normannernes bedrifter i Italien, var Tancred ikke i stand til at leve resten af sit liv i cølibat, og den principfaste mand ville ikke leve i synd, så han giftede sig igen. Med sin anden hustru Fressenda (eller Fredesenda) fik hans syv sønner og mindst én datter:
- Robert Guiscard, greve af Apulia (1057), derpå hertug af Apulia og Sicilien (d. 1085)
- Mauger, greve af Capitanatet (en anden betegnelse for det nordlige Apulien) (d. 1064)
- Vilhelm, greve af Principatet (område omkring Salerno) (d. 1080)
- Alfred (Alberic eller Alvared, Alveredus på Latin; også kaldt Alvred og Aubrey) (blev i Normandiet)
- Humbert (Hubert) (blev i Normandiet)
- Tancred (blev i Normandiet)
- Roger, greve af Sicilien fra 1062 (d. 1101)
- Fressenda, gift med Richard 1. af Capua, der var greve af Aversa og fyrste af Capua, og døde i 1078.

## Eksterne links
- "Genealogy of the Counts of Apulia". Foundation for Medieval Genealogy. Hentet 2009-01-02.
- History of the Norman World Arkiveret 9. januar 2006 hos  Wayback Machine.